# Concise Oxford English Dictionary
Concise Oxford English Dictionary – jednojęzyczny słownik języka angielskiego, ukazujący się od roku 1911 i wydawany przez Oxford University Press.

## Historia
Słownik został po raz pierwszy wydany w 1911 roku i opierał się na Oxford English Dictionary. Jego pierwszymi autorami byli bracia Henry Watson Fowler i Frank George Fowler. Koncentrował się na współczesnej angielszczyźnie, a jego cechą charakterystyczną była zwięzłość definicji. Słownik zawierał 1064 stron, jego cena wynosiła 3 szylingi i 6 pensów. Do marca 1912 sprzedano 40 tys. egzemplarzy. Znaczenie słów było ilustrowane przykładami zdań. Trzy lata później do pierwszego wydania dodrukowano suplement pt. „Addenda”, w którym znalazły się m.in. takie słowa jak borsoi, gorgonzola, hangar. Drugie wydanie ukazało się w roku 1928 i było wzbogacone o nowe słowa i znaczenia, zwłaszcza z dziedziny kultury i techniki. W 1933 umarł główny autor słownika, Henry Fowler, ale jego dzieło było kontynuowane. W roku 1944 ukazał się suplement do słownika, zawierający takie słowa jak anschluss i gestapo, a także terminy niezwiązane bezpośrednio z wojną. Od czasów powojennych głównym redaktorem słownika był Ernest Mackintosh, emerytowany dyrektor szkoły. Wydanie czwarte słownika z roku  1951, już pod redakcją Mackintosha zawierało m.in. takie słowa jak spiv (spekulant), televiewer i modernism. Kolejne, piąte wydanie z roku 1964, ku oburzeniu prasy, nie zawierało modnych słów, takich jak Beatlemania, fab czy mod. Mackintosh zmarł w roku 1970 i od tego czasu słownik opracowywało wydawnictwo Oxford University Press, a kolejnym głównym redaktorem został fizyk John Bradbury Sykes., ekspert w dziedzinie tłumaczeń technicznych, poliglota znający 15 języków obcych i doświadczony szaradzista. Pierwsze wydanie pod jego redakcją, a szóste z kolei ukazało się w roku 1976. Wydanie określa się jako przełomowe, z wieloma na nowo zredagowanymi definicjami. W 1990 roku ukazało się wydanie ósme pod redakcją Roberta Allena i było to pierwsze wydanie opracowane komputerowo. Do roku 2017 ukazało się 12 wydań, a ostatnie zawierało 1682 strony.